# Uppercase Print
Uppercase Print (Originaltitel Tipografic majuscul, sinngemäß „Großbuchstabenschrift“) ist ein Film von Radu Jude, der am 22. Februar 2020 bei den Filmfestspielen in Berlin im Berlinale Forum seine internationale Premiere feierte.

## Handlung
The Fence Case (Der Zaun-Fall)
1981 werden in Botoșani im Nordosten Rumäniens auf den Häuserwänden und an öffentlichen Gebäuden politische Forderungen aufgemalt, meist mit „vrem...“ („wir wollen....“) beginnend, die ein Ende der Armut und freie Gewerkschaften fordern, wie es der rumänische Verbündete Polen erlaubt. Die mit Kreide in Großbuchstaben geschriebenen Aussage werden von der Securitate, in Rumänien zugleich Nachrichtendienst und Geheimpolizei, schnell wieder entfernt. Man lässt in Folge die Gegend überwachen und führt Personenkontrollen durch.
 The Pupil (Der Schüler)
Die Mutter von Mugur Călinescu ist besorgt, weil ihr Sohn nicht nach Hause kommt. Der Schüler wurde dabei erwischt, wie er Häuser mit Kreide beschmierte, verhaftet und der Securitate übergeben. Als er wieder nach Hause entlassen wird, ermutigt ihn seine Mutter, sich bei der Securitate zu melden und dieser zu berichten, wer ihn dazu angestachelt hat, da sie nicht glauben kann, dass ihr Sohn einfach so spät abends aus dem Haus schleicht und im Dunkeln durch die Stadt gezogen ist. Mugur jedoch erzählt der Securitate, er sei von Radio Free Europe, ein Sender, der aus Westdeutschland von den Amerikanern betrieben wird, zu seiner Aktion inspiriert worden und von seinem Wissen, dass man in Polen gerade eine Gewerkschaft gegründet hat. Er bereut seine Aktion nicht.
Seine Eltern versprechen gegenüber der Securitate, dass sich so etwas nie wieder wiederholen wird. Auch Mugur soll dies geloben, doch ihm fällt dies schwer. Sein Vater, der von der Mutter geschieden ist, befürchtet Konsequenzen für die ganze Familie. Auch an Mugurs Schule wird der Fall untersucht. Man weiß nicht, ob man die Sache als Dummheit eines Jugendlichen durchgehen lassen oder man den Lehrern für ein Versagen die Schuld geben soll. Im Jahr 1982 gelobt Mugur, er habe sich zu einem Vorzeigeschüler gemausert. Er bereut nun seine Aktion und erzählt, er würde gerne Wirtschaft studieren.
Today (Heute)
Die ehemaligen Mitarbeiter der Securitate tun nun etwas anderes, und auch ihr Blick auf die Vergangenheit und ihre frühere Arbeit hat sich verändert. Sie behaupten, sie hätten stets versucht junge Menschen wie Mugur durch ihre Arbeit wieder in die Gesellschaft zu integrieren. Sie nehmen nicht nur ihr eigenes Handeln, sondern auch die Politik Ceaușescus in Schutz.
Mugur ist zwischenzeitlich verstorben, und die Mutter beschwert sich darüber, dass man ihrem erst 17-jährigen Jungen damals bei den Verhören Kaffee zu trinken gab. Die Stadt Botoșani  ist nunmehr mit Werbung für Produkte aus dem Westen gepflastert.

## Biografisches und Vorlage

Das Wappen der Sozialistischen Republik Rumänien

Der Film erzählt die wahre Geschichte von Mugur Călinescu, der unter dem Ceaușescu-Regime mit Graffiti gegen das Regime protestierte und dafür von der Geheimpolizei verfolgt wurde. Der 1965 in Botoșani im Nordosten Rumäniens geborene Călinescu gehörte zu einer Gruppe von Studenten, die sich gegen das Regime des kommunistischen Führers Nicolae Ceaușescu aussprachen. Sie drückten sich durch Graffiti wie „Wir wollen freie Meinungsäußerung“ und „Wir wollen Essen, wir wollen Rechte, wir wollen Freiheit“ aus, die sie nachts an die Wände von Regierungsgebäuden in Botosani schrieben. Das erste Graffiti wurde am 12. September 1981 an der Wand des Bezirksverbandes der Kommunistischen Partei gefunden. Am darauffolgenden Tag wurde eines am Zaun des Kulturzentrums der Stadt gefunden.
Eines Nachts wurde Călinescu beim Schreiben erwischt und der berüchtigten Geheimpolizei Securitate übergeben. Während der Verhöre musste er nicht nur stundenlang vor einem starken Licht sitzen, sondern wurde auch gezwungen, den gesamten Inhalt einer Tasse Kaffee zu trinken. Nach jedem Besuch berichtete er seiner Mutter von starken Kopfschmerzen. Im Jahr 1983 wurde bei ihm Leukämie diagnostiziert. Nach seinem Tod im Jahr 1985 gab es Überlegungen, ob Călinescus Krankheit auf eine Vergiftung oder Bestrahlung während der Ermittlungen zurückzuführen sein könnte. Er wurde post mortem zum luptator împotriva regimului totalitar (Kämpfer gegen das totalitäre Regime) erklärt. Im Mai 2017 wurde die Leiche des Dissidenten exhumiert, um herauszufinden, ob seine Leukämie durch radioaktive Vergiftungen durch die Beamten der Staatssicherheit verursacht wurde.
Der Fall ist in den Akten der rumänischen Geheimpolizei dokumentiert. Die Theaterregisseurin Gianina Cărbunariu hat die Geschichte für ihr Dokumentartheaterstück Tipografic Majuscul verwendet, auf dem der Film in seiner Struktur und seinem Aufbau im Wesentlichen basiert.

## Produktion

### Stab und Filmtitel

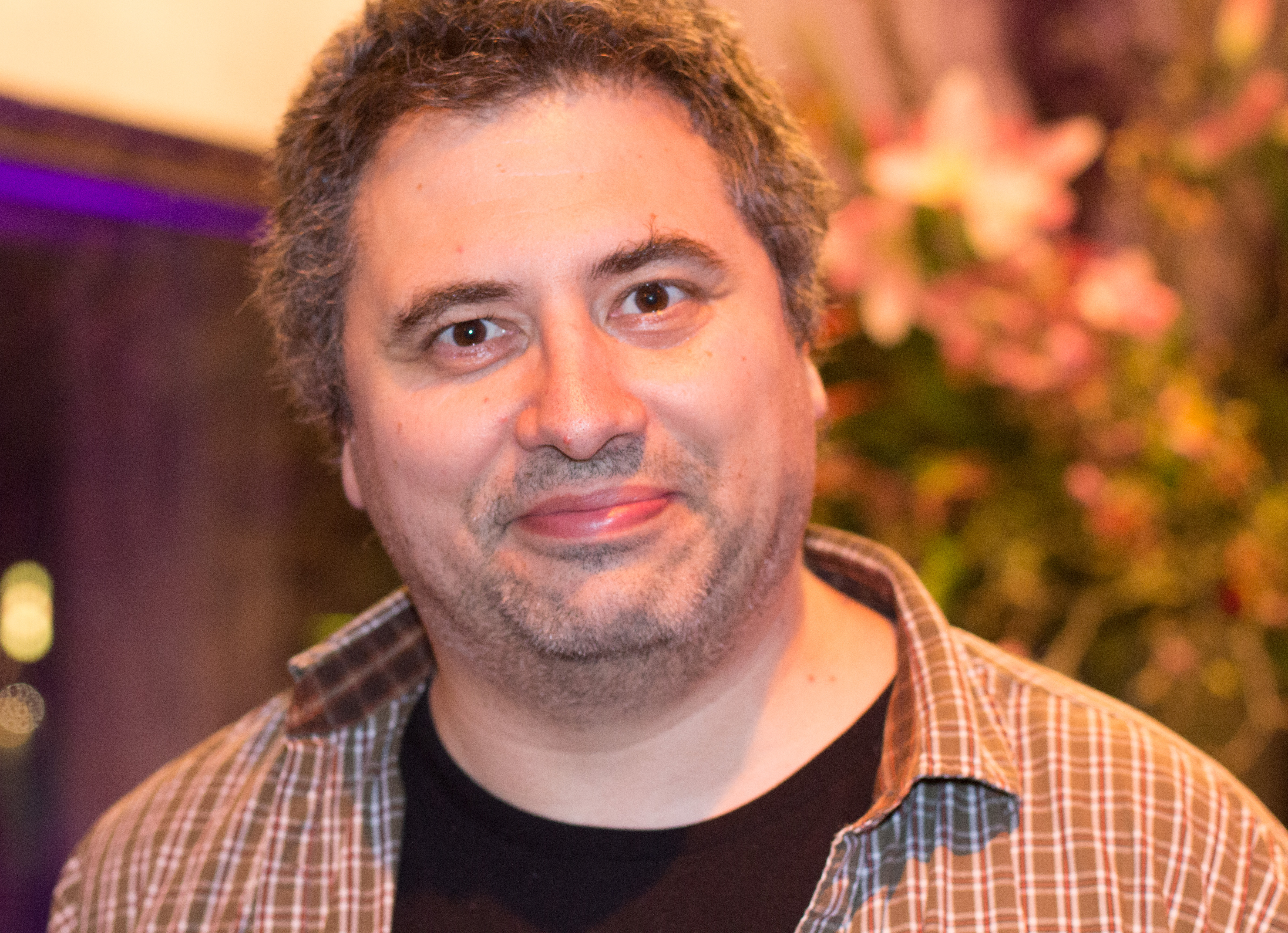
Regisseur Radu Jude

Regie führt Radu Jude, der gemeinsam mit Carbunariu auch das Drehbuch schrieb. Neben Elementen aus dem Stück verwendet Jude Archivaufnahmen aus dem rumänischen Fernsehen der Zeit. Vom Fall Călinescu hatte er 2012 durch das Buch Șase feluri de a muri („Sechs Arten zu sterben“) von Marius Oprea erfahren. Er habe es interessant gefunden, dass selbst durch die hoch standardisierte Sprache in dessen Akten die Geschichte eines 16-Jährigen durchschien, der in einen Mechanismus gerät, der ihn nach und nach von Freunden und Familie abschneidet. Nachdem er Carbunarius Theaterstück Tipografic Majuscul im Jahr 2012 gesehen hatte, wollte er gemeinsam mit ihr einen Film machen, zu dem er auch seine eigenen Ideen beitragen konnte: „Wenn dieser Film ganz anders aussieht als das, was ich bisher gemacht habe, dann liegt das auch an dieser Gemeinschaftsarbeit, an diesem besonderen Ausgangspunkt.“
Der Filmtitel bezieht sich auf die Großbuchstaben, mit denen die Gruppe um Călinescu öffentliche Gebäude in Botoșani beschrieb.

### Veröffentlichung
Die internationale Premiere des Films erfolgte am 22. Februar 2020 bei den Filmfestspielen in Berlin, wo er im Berlinale Forum gezeigt wurde. Am 21. Februar 2020 kam er in die rumänischen Kinos. Ende August 2020 wurde der Film beim Molodist International Film Festival, das in einer Hybridversion stattfand, vorgestellt. Ende September, Anfang Oktober 2020 wurde er beim Filmfest Hamburg gezeigt. Ab Ende Oktober 2020 erfolgten Vorstellungen bei der Viennale. Im November 2020 wurde er beim online stattfindenden Internationalen Filmfestival Thessaloniki in der Balkan-Sektion gezeigt, im gleichen Monat beim Minsk International Film Festival „Listapad“. Am 17. Februar 2021 wurde er auf MUBI veröffentlicht. Am 10. November 2021 kam der Film in ausgewählte US-Kinos. Im Dezember 2021 steht der Film auf dem Programm des ArteKino-Festivals.

## Rezeption

### Kritiken
Von den bei Rotten Tomatoes aufgeführten Kritiken sind 83 Prozent positiv.

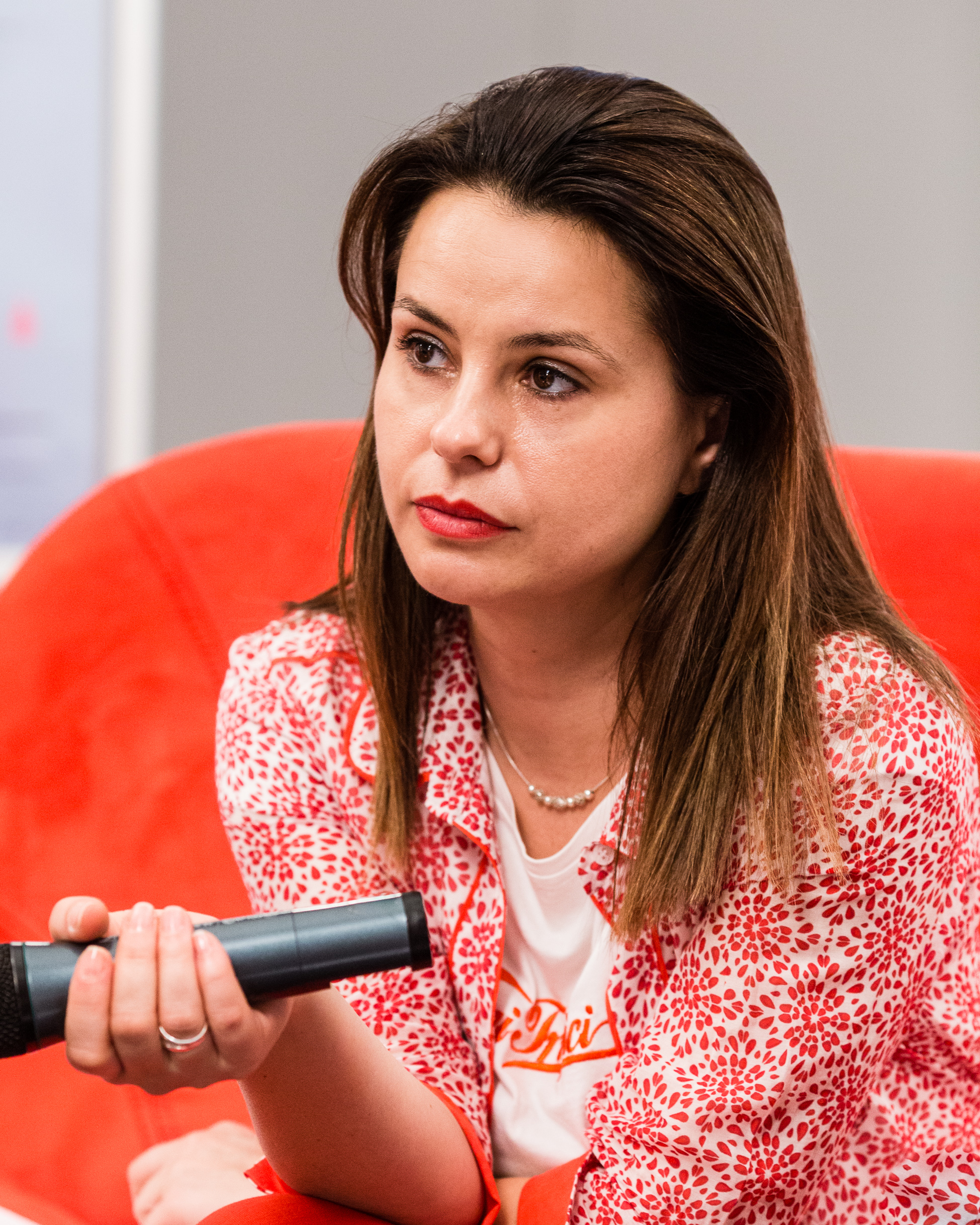
Die Theaterregisseurin Gianina Cărbunariu hat die Geschichte von Mugur Călinescu für ihr Stück Tipografic Majuscul verwendet, auf dem der Film in seiner Struktur und seinem Aufbau im Wesentlichen basiert

Jessica Kiang von Variety schreibt, das letzte Kapitel, in dem die Beamten der Securitate hinter einem Tisch sitzen, erinnere an das Letzte Abendmahl. Ansonsten wirke die Verfilmung von Gianina Cărbunarius Theaterstück ein wenig repetitiv, da die sich weitgehend nicht bewegenden Schauspieler anklagend in die Kamera starren. Die bewusst zwischen den Monologen und Dialogen platzierten Lücken fülle Radu Jude jedoch mit tadellos ausgewähltem Filmmaterial, das die damals allgegenwärtigen Mechanismen der Propaganda zum Ausdruck bringt.
Richard Brody vom New Yorker schreibt, Judes kluge Montage lege eine starke Idee nahe, nämlich dass trotz aller Täuschungen, die in den Sendungen der offiziellen Medien der Kommunistischen Partei praktiziert wurden, die damalige Propaganda all dies auch dokumentiere, und in gewisser Weise spiegele das Material grundlegende Realitäten Rumäniens zu dieser Zeit wider, nämlich das Durchhaltevermögen einer Art Zivilgesellschaft, die vielfältigen Aktivitäten und die persönlichen Beziehungen und Initiativen. Leider würden Jude und Cărbunariu das Stück für den Film um das mit „Heute“ betitelte dritte und letzte Kapitel erweitern, in dem Mugurs Eltern und die Mitarbeiter der Securitate auf die Ereignisse zurückblicken. Ganz allgemein beraube Judes Inszenierung von Cărbunarius Stück in seiner einstudierten und vorbereiteten Ausarbeitung, den farbenfrohen und doch abstrakten Sets und der Distanz, die diese Inszenierung vom Text selbst schafft, seiner Kraft, so Brody.

### Auszeichnungen
Minsk International Film Festival „Listapad“ 2020
- Nominierung für den Grand Prix Golden Listapad (Radu Jude)[17]

Premiilor Gopo 2021
- Nominierung als Bester Spielfilm
- Nominierung für die Beste Regie (Radu Jude)
- Nominierung als Bester Hauptdarsteller (Şerban Lazarovici)
- Nominierung für den Besten Filmschnitt (Cătălin Cristuțiu)
- Nominierung für den Besten Ton (Jean Umansky und Dana Bunescu)
- Nominierung für die Besten Kostüme (Dorin Negrău)
- Nominierung für das Beste Drehbuch (Radu Jude und Gianina Cărbunariu)
- Auszeichnung für das Beste Szenenbild (Irina Moscu)
- Auszeichnung für das Beste Make-up und die besten Frisuren (Bianca Boeroiu und Domnica Bodogan)[18][19]

Sofia International Film Festival 2021
- Auszeichnung mit dem Preis der bulgarischen Filmkritikervereinigung (Radu Jude)[20]

Darüber hinaus befand sich Uppercase Print in der Vorauswahl zum Europäischen Filmpreis 2020, blieb aber bei Bekanntgabe der Nominierungen unberücksichtigt.